# Commanderie de Loghnehely
Château médiéval de Templehouse (Teach Temple)
Ne pas confondre avec le manoir de Templehouse (en) qui date du XIXe siècle.
La commanderie de Loghnehely était une commanderie templière puis hospitalière située dans le comté de Sligo, province du Connacht en Irlande. Fondée par les Templiers, elle fut dévolue au début du XIVe siècle aux Hospitaliers de l'ordre de Saint-Jean de Jérusalem. L'endroit est communément désigné sous le nom de Templehouse.

## Description géographique
La commanderie se trouvait sur les terres du « Templehouse Demesne » au Nord du lac de Templehouse (Templehouse Lake) à l'emplacement des ruines du château médiéval. 
À Ballymote, prendre la direction de Kilbrattan (Nord-Ouest) puis de Ballynacarrow. Traverser le pont de la rivière Owenmore au Nord du lac puis prendre le premier chemin sur la gauche qui mène au domaine de Temple House. Les ruines du château médiéval se trouvent au Sud du domaine sur la rive Nord-Ouest du lac.

## Historique

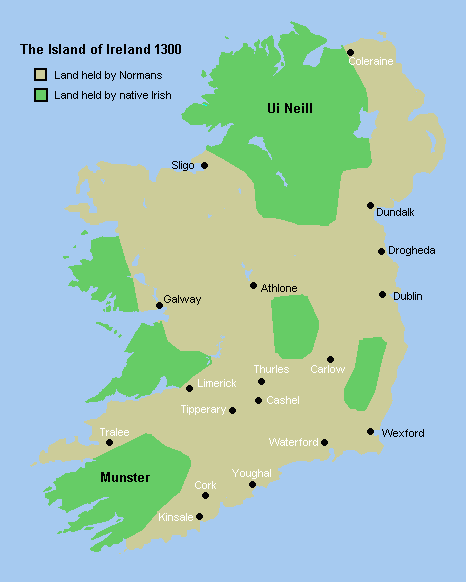
L'Irlande en 1300

À l'époque de Jean sans Terre, les Normands avaient tenté de conquérir sans succès le Connacht et ils n'y sont finalement parvenus qu'en 1235 profitant de l'affaiblissement du royaume irlandais de Connacht, initié pendant le règne du roi Cathal Crodberg. Mais la région n'en fut pas pacifiée pour autant.
Cathal Crodberg avait prêté hommage au roi Jean dès 1205-07, et fut l'auteur de certaines fondations religieuses dans la région
Il est difficile de dresser un portrait exact des territoires aux mains des rois du Connacht et de ceux qui appartenaient aux Normands pendant la période templière. Officiellement, le royaume irlandais était réduit à un cinquième de ce qu'il était auparavant, depuis l'accession au trône de Felim mac Cathal Crobderg Ua Conchobair (1230-31 / 1233-65). À noter qu'initialement, son frère aîné Áed s'était vu accorder en 1224 le rough third of Connaught par Henri III (Cavan, Leitrim et Longford actuels). Il correspond à l'actuel comté de Roscommon ainsi qu'à une partie du Galway et du Sligo. Le sud du Roscommon (baronnie d'O'Many) étant confisqué par les Normands dès 1256,. Sachant également que le Nord-Est du Connacht constituait le royaume irlandais du Moylurg (en).
La principale difficulté étant de distinguer les baronnies normandes déjà conquises de celles à conquérir.
La commanderie de Loghnehely fut fondée à partir d'une donation reçue après 1216 du temps d'Henry III d'Angleterre. Des terres qui faisaient partie de la baronnie de Leyny (Luighne), l'une des cinq baronnies données à Hugues de Lacy dans l'actuel comté de Sligo. Il en céda trois à Maurice Fitzgerald dont celle-ci, ce dernier constituant une seigneurie « Geraldine » autour du château de Sligo en les réunissant. Son fils agrandira plus tard cette seigneurie en s'emparant de la baronnie de Corran (Ballymote),. 

### Les Templiers
Il n'existe aucune preuve directe de la présence des Templiers. Tout juste sait-on que cette commanderie est mentionnée sous le nom de Loghnelely dans les comptes de l'échiquier relatifs aux biens templiers en Irlande pour une valeur très modeste, et qu'elle est de nouveau citée dans un certificat datant de 1326 pendant le règne d'Édouard III,.
On sait par ailleurs que le château fut détruit en 1271 par Hugh O'Connor, et que la région avait déjà subi une attaque du roi de Tir Conaill, Goffraidh Ó Dónaill (en) entraînant le décès de Maurice Fitzgerald (1257), les Irlandais allant jusqu'à détruire le château de Sligo. Ce qui fait penser à certains auteurs que les Templiers avaient abandonné les lieux bien avant leur dissolution. L'une des seigneuries ecclésiastiques les plus proches était le diocèse d'Achonry (en). 
Après la chute des Templiers, elle devint probablement propriété du prieuré Saint-Jean-Baptiste de Rindown.

### Les Hospitaliers
La dévolution des biens de l'ordre du Temple en Irlande ne s'est faite qu'à partir de février 1314 et cette commanderie n'est peut être pas entrée en leur possession, contrairement à ce que prévoyait la bulle Ad providam. Dans la province de Connacht, Les Hospitaliers ne sont mentionnés qu'à Kinalekin, distant de plus de 100 kilomètres et comme l'histoire de ce lieu est peu documentée, il n'est pas possible de vérifier si la dévolution a bien eu lieu ou si les Hospitaliers ont préféré s'en séparer.

### Commandeurs
| Nom du commandeur     | Période  |
| --------------------- | -------- |
| Commandeurs templiers | ? - 1308 |
| fr. …                 | ?        |
| Commandeurs ?         | ?        |
| .                     |          |

## Possessions
Parmi les possessions connues et rattachées à cette commanderie, on notera :
- Église de Kilvarnet (ruines)[11], 54° 07′ 40″ N, 8° 36′ 32″ O